# Pavao Rakoš
Pavao M. Rakoš (Srijemski Karlovci, 1877. – 1966.), bio je srijemski hrvatski književnik i prevoditelj. 
Pisao je pripovijetke. Prevodio je s češkog, slovačkog i ruskog jezika. Jedan je od hrvatskih prevoditelja koji su uvelike pridonijeli približavanju čeških tekstova hrvatskom čitateljstvu.
Preveo je češke autore kao što su Bohumil Brodsky i Julius Zeyer, a od ruskih je preveo djela Andrejeva, Arcybaševa, 
Bunjina, Čehova i Kuprina.
Sa slovačkog je na hrvatski preveo Ljudmilu Podjavorinsku.
Prevodio je pod pseudonimom Selim Rakošev.

## Djela
- Čežnja za proljećem, 1924.
- S osmijeha, 1927.
- Svijet sanjara. 1929.
- Dužice, 1931.
- U čarima strasti , 1932.
- Odjeci duše, 1934.
- Pred sumrak, 1935.
- U slobodnim časovima

## Vanjske poveznice
- [neaktivna poveznica] Hrvatska riječ u Srijemu: Antologija srijemskih pisaca
- Pergamena[neaktivna poveznica] Dani Julija Benešića
- Booksa Ima neka tajna veza